# 阿克頓 (倫敦)
阿克頓（Acton）是英國倫敦西部的一個地區，在行政區劃上屬於伊令倫敦自治市。阿克頓位於查令十字以西6.1英里（10）處。據2011年英國人口普查，阿克頓的四個地區的總人口有62,480人，在十年中增加了8,791人。